# Spero Penha Morato

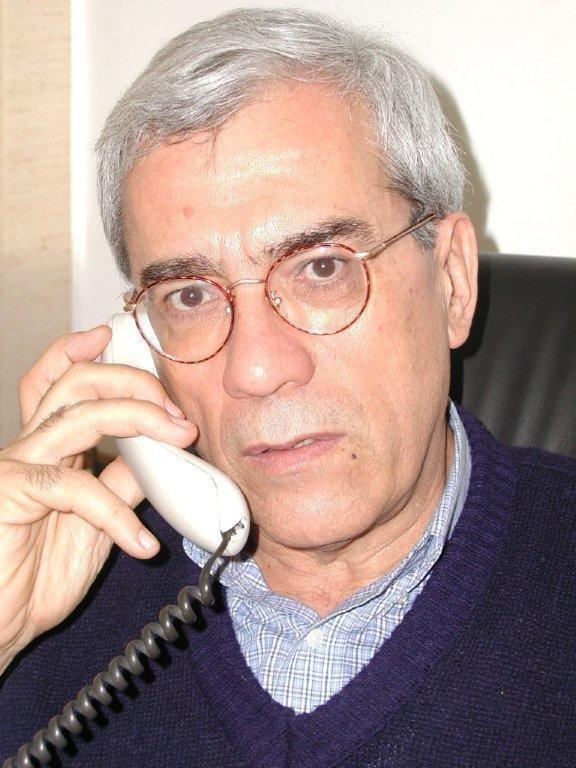
Spero Penha Morato

Spero Penha Morato (São Paulo, julho de 1943) é um físico brasileiro que se dedicou por cerca de 30 anos à pesquisa de crescimento de cristais e desenvolvimento de lasers de estado sólido, especialmente Nd: YAG. Seu conhecimento em materiais permitiu a reprodução imediata no Brasil de supercondutores de baixa temperatura como YBACU, pouco depois de sua descoberta no exterior. Após a sua aposentadoria, foi consultor da Organização das Nações Unidas para o Desenvolvimento Industrial (UNIDO) em lasers e aplicações e depois disso, decidiu usar seus conhecimentos para incubar uma empresa dedicada ao uso do laser Nd: YAG no processamento de materiais onde era necessário conhecimento técnico de alta complexidade. É reconhecido pela Fundação de Amparo à Pesquisa do Estado de São Paulo (FAPESP), como sendo um físico empreendedor. Sua empresa foi uma pioneira no mercado brasileiro em seu campo de atividade e responsável pelo desenvolvimento do corte a laser da malha metálica do primeiro e até agora o único stent coronário nacional, já disponível para cidadãos brasileiros.

## Educação[1]
- 1963-1967 Graduação em Física, Universidade de São Paulo.
- 1969-1971 Mestrado em Física, Dissertação: Modelo Contínuo para Armadilhas Termo-Luminescentes, Orientador: Prof. Dr. Shigueo Watanabe, Universidade de São Paulo.
- 1971-1975 Ph.D. Em Física, Tese: “Fotodecomposition and reactioins of hidroxyl ions and hydrogen defects in KCl crystals”, Orientador: Prof. Dr. Fritz Luty, Universidade de Utah, EUA.

## Atuação profissional
Como pesquisador, trabalhou principalmente no Instituto de Pesquisas Energéticas e Nucleares (IPEN), no campus da Universidade de São Paulo (USP), onde realizou pesquisas em física da matéria condensada focada principalmente no desenvolvimento de lasers e aplicações para indústria e medicina. Ele iniciou sua caminhada no Instituto em 1969, ocupando todos os cargos da carreira do pesquisador, até se tornar seu Superintendente no período de 1990 a 1995. Desde sua aposentadoria em 1995, atua como pesquisador voluntário deste instituto no desenvolvimento de aplicações de lasers para medicina.
É um membro ativo da Sociedade Brasileira de Física (SBF), participando de conferências, organizando comissões, consultorias e proferindo palestras convidadas tanto na área acadêmica quanto na tecnológica sobre a atuação do físico na empresa.  Em 1996, quando a SBF comemorou seu 30º aniversário, além de participar do Comitê Organizador do Evento, foi Coordenador Geral do Encontro Nacional de Física da Matéria Condensada.
Em 1997-1999, atuou como consultor do Centro Internacional de Ciência e Alta Tecnologia, ICS, uma instituição da Organização das Nações Unidas para o Desenvolvimento Industrial (UNIDO), em Trieste, na Itália. Foi coordenador e professor de cursos de treinamento em aplicações industriais de laser em vários países em desenvolvimento. Para compor a equipe de professores, convidou vários especialistas internacionais em aplicações de lasers formando um pacote de tópicos que foram ensinados de forma ininterrupta em vários países em desenvolvimento patrocinados pela UNIDO. Como uma consolidação deste trabalho, Morato editou o livro ICS Lectures on Industrial Applications of Lasers.

## Desenvolvimento de tecnologia
Desde o início de sua carreira no IPEN, em 1969, Morato tem se concentrado em física aplicada e na evolução tecnológica de lasers. Sua pesquisa inicial em materiais de dosimetria de radiação, assunto de seu mestrado, levou ao desenvolvimento de um dosímetro de estado sólido que resultou em sua primeira patente e também no prêmio Governador do Estado de São Paulo. 
Após esta primeira fase de trabalho em dosimetria, após retornar de seu doutorado nos EUA, fundou um grupo de pesquisa em lasers de estado sólido e criou um laboratório de crescimento de cristais. Ao longo de seu trabalho com lasers, desenvolveu um laser de centro de cor com cristais integralmente fabricados no Brasil. Este trabalho foi apresentado nos vários encontros da SBF de Física da Matéria Condensada.
Seu interesse em aplicações também o levou a criar um centro de corte a laser totalmente desenvolvido no IPEN, onde várias aplicações industriais foram demonstradas. Este mesmo interesse em aplicações levou-o a sintetizar os primeiros supercondutores de baixa temperatura de ítrio bário cobre no país reproduzindo essa tecnologia, tendo em vista seus conhecimentos em materiais, particularmente óxidos de terras raras.
Ele orientou várias dissertações de mestrado e teses de doutorado e seus alunos hoje ocupam posições proeminentes na pesquisa no Brasil e no exterior.
Depois de terminar seu trabalho em Trieste, no ICS da UNIDO, voltou ao Brasil, fundou em 1998 a empresa LaseTools Tecnologia Ltd como spin-off do grupo de pesquisa de lasers do IPEN, do qual ele foi o líder desde sua criação.
Inicialmente, a LaserTools foi incubada no Centro de Inovação, Empreendedorismo e Tecnologia - CIETEC. Uma vez que as aplicações a laser eram pouco conhecidas na época, a LaserTools cresceu exponencialmente durante os primeiros anos devido à alta demanda por essas aplicações no Brasil. Por causa disso, a empresa foi transferida para uma instalação industrial mais adequada para desenvolver novos processos e melhor servir seus clientes.
Os desenvolvimentos feitos pela empresa rapidamente se tornaram commodities no Brasil. Desde então, várias outras empresas surgiram no mercado com objetivos semelhantes. O profundo conhecimento sobre materiais e o desenvolvimento de lasers e aplicações, trazidos à LaserTools por Morato, sempre foi um diferencial que permitiu a inserção no mercado brasileiro de soluções industriais com lasers previamente trazidas por empresas multinacionais.
A LaserTools possui o certificado ISO e utiliza métodos de boas práticas de fabricação que aumentam sua credibilidade e nome do mercado. A LaserTools tem um departamento de P&D liderado pelo Dr. Morato e desde a sua fundação recebeu apoio financeiro da FAPESP para o desenvolvimento de novas tecnologias.
A necessidade de dispositivos médicos manufaturados a laser no Brasil levou a LaserTools a criar uma divisão médica em 2004 que se transformou em outra empresa, a Innovatech Medical, especificamente projetada para o desenvolvimento de stents coronários, stents auto-expansíveis e filtros de veia cava. Estes dispositivos  já estão sendo produzidos no país depois que sua tecnologia foi transferida para uma grande empresa médica industrial. A LaserTools, através de sua divisão médica, continua a desenvolver dispositivos médicos sob contrato, como válvulas aórticas auto-expansíveis.
A disseminação do laser no setor de promoção também gerou outro “spin off” da LaserTools que está no centro da cidade de São Paulo, a LaserTools Promocional, com 18 lasers e outros tantos instrumentos de marcação. Esta empresa está estrategicamente localizada ao lado dos fornecedores de brindes promocionais para acelerar o processo de fornecimento destes produtos ao mercado.

## Homenagens
Em 1987 pelo presidente Sarney em Brasília por desenvolvimentos na área de supercondutividade.  
Em 1992 pela Marinha do Brasil por serviços relevantes prestados, tendo recebido a Medalha de Mérito Tamandaré .
Em 2009 pelo IPEN durante o 53º aniversário do Instituto, recebendo o título de Pesquisador Emérito.
Em agosto de 2012 por ser um pesquisador aposentado que realiza atividades de P & D como pesquisador voluntário do IPEN.
É membro titular da Academia de Ciências do Estado de São Paulo.

## Prêmios
Governador do Estado de São Paulo pelo mérito da invenção "Processo de crescimento e compactação de cristais de CaSO4", 1981.